# Finyl Vinyl
Finyl Vinyl es una colección de grabaciones en vivo y grabaciones de estudio de Rainbow, lanzada en 1986, después de que la banda hubiese cesado su actividad en 1984. 
Ninguna de las canciones de estudio presentes era inédita, la mayoría fueron utilizadas como Lado-B de algunos singles del grupo.

## Contenido
El lanzamiento original fue hecho en doble vinilo, y omitió "Street of Dreams", aunque esta fue incluida en la versión casete. 
La primera edición en CD sencillo no contenía ni "Street of Dreams" ni "Tearin' Out My Heart". Estas se recuperaron para la edición remasterizada doble, junto al material gráfico original.
La selección abarca mayormente la etapa de la banda junto a Joe Lynn Turner, y sólo incluye dos canciones con Ronnie James Dio y también dos con Graham Bonnet.

## Lista de canciones
- Tracklist completo incluido originalmente sólo en casete

Lado A
1. "Spotlight Kid" (Ritchie Blackmore, Roger Glover)  – 6:03 - Tokio 1984 (Live)
2. "I Surrender" (Russ Ballard)  – 5:43 - Tokio 1984 (Live)
3. "Miss Mistreated" (Joe Lynn Turner, Blackmore, David Rosenthal) – 4:21 - Tokio 1984 (Live)
4. "Street of Dreams" (Turner, Blackmore)  – 4:54 - Tokio 1984 (Live)
5. "Jealous Lover" (Turner, Blackmore)  – 3:10 - grabación de estudio, cara-B del sencillo "Can't Happen Here"
6. "Can't Happen Here" (Blackmore, Glover)  – 4:14 - Nassau, Boston 1981 (live)
7. "Tearin' Out My Heart" (Turner, Blackmore, Glover)  – 8:05 - San Antonio 1982 (Live)
8. "Since You Been Gone" (Ballard)  – 3:47 - Monsters of Rock, Castle Donington 1980 (Live)
9. "Bad Girl" (Blackmore, Glover)  – 4:51 - grabación de estudio, cara-B del sencillo "Since You Been Gone"

Lado B
1. "Difficult to Cure" (Ludwig van Beethoven; rehecha por Blackmore, Glover, Don Airey, arreglos orquestales por David Rosenthal)  – 11:15 - Tokio 1984 (Live)
2. "Stone Cold" (Turner, Blackmore, Glover)  – 4:28 - San Antonio 1982 (Live)
3. "Power" (Turner, Blackmore, Glover)  – 4:25 - San Antonio 1982 (Live)
4. "Man on the Silver Mountain" (Ronnie James Dio, Blackmore)  – 8:16 - Atlanta 1978 (Live)
5. "Long Live Rock 'n' Roll" (Dio, Blackmore)  – 7:08 - Atlanta 1978 (Live)
6. "Weiss Heim" (Blackmore)  – 5:15 - grabación de estudio, cara-B del sencillo "All Night Long"

- CD 1986

1. "Spotlight Kid"
2. "I Surrender"
3. "Miss Mistreated"
4. "Jealous Lover"
5. "Can't Happen Here"
6. "Since You Been Gone"
7. "Bad Girl"
8. "Difficult to Cure"
9. "Stone Cold"
10. "Power"
11. "Man on the Silver Mountain"
12. "Long Live Rock 'n' Roll"
13. "Weiss Heim"

## Personal
- Guitarra: Ritchie Blackmore
- Vocalistas: Joe Lynn Turner (1-7, 11, 12), Graham Bonnet (8, 9), Ronnie James Dio (13, 14)
- Bajo: Roger Glover (todas excepto 13, 14), Bob Daisley (13, 14)
- Batería: Chuck Burgi (1, 2, 3, 4, 10), Bobby Rondinelli (5, 6, 7, 11, 12,), Cozy Powell (8, 9, 13, 14, 15)
- Teclados: David Rosenthal (1, 2, 3, 4, 7, 10, 11, 12), Don Airey (5, 6, 8, 9, 15), David Stone (13,  14)
- Coros: Lin Robinson (1-6, 9, 10) y Dee Beale (5, 6, 11, 12)